# تریمبل (آلاباما)
تریمبل (به انگلیسی: Trimble) یک منطقهٔ مسکونی در ایالات متحده آمریکا است که در آلاباما واقع شده‌است. تریمبل ۱۶۰٫۰۲ متر بالاتر از سطح دریا واقع شده‌است.